# Pilot (Homeland)
"Pilot" es el primer episodio de la primera temporada de la serie de televisión de thriller psicológico Homeland. Se emitió el 2 de octubre de 2011, en Showtime. El episodio fue escrito por Howard Gordon, Alex Gansa y Gideon Raff, y dirigido por Michael Cuesta.
El episodio se centra en el regreso a casa del sargento Nicholas Brody (Damian Lewis), rescatado tras ocho años como prisionero de guerra en Afganistán.  Mientras Brody es celebrado como un héroe, el oficial de la CIA Carrie Mathison (Claire Danes) cree que Brody está actuando como un agente durmiente para Al-Qaeda.
El piloto fue aclamado universalmente por la crítica y fue el estreno dramático más valorado en Showtime desde 2003.

## Argumento
En flashback, Carrie Mathison (Claire Danes) se muestra en Irak, donde trabaja como oficial de caso para la CIA. Ella soborna para entrar en una prisión, donde se encuentra uno de sus informantes, un fabricante de bombas que pronto será ejecutado. Mientras Carrie es vista y arrastrada por los guardias, la informante le susurra algo al oído.
En la actualidad, Carrie llega tarde a una reunión en el centro antiterrorista en la CIA, donde fue reasignada tras el incidente de la prisión iraquí. El Director de Antiterrorismo David Estes (David Harewood) anuncia que el Sargento de la Marina Nicholas Brody (Damian Lewis), desaparecido y presuntamente muerto durante ocho años, ha sido rescatado durante una incursión en un recinto de Al-Qaeda. Carrie más tarde confía en su compañero de trabajo y mentor, Saul Berenson (Mandy Patinkin), que lo que le dijo su informante en Irak fue que "Un prisionero de guerra estadounidense se ha convertido". Concluye que el prisionero de guerra en cuestión debe ser Brody. Saul rechaza rotundamente la posibilidad de que la CIA lleve a cabo una investigación sobre Brody, que ahora es un querido héroe de guerra.
Jessica Brody (Morena Baccarin), la esposa de Nicholas, se muestra teniendo sexo con Mike Faber (Diego Klattenhoff). Mike se revela más tarde como el mejor amigo de Nick cuando fue capturado, y como un compañero de la Marina. Jessica se sorprende al recibir una llamada telefónica del propio Brody anunciando su regreso, y se dirige al aeropuerto con sus hijos, Dana (Morgan Saylor) de 16 años y Chris (Jackson Pace) de 12 años, para saludarlo. Mientras Brody está de camino a casa, Carrie se está preparando para llevar a cabo su propia operación de vigilancia no autorizada (e ilegal). Contrata a su amigo Virgil, un contratista independiente, para que instale cámaras y micrófonos ocultos en toda la casa de Brody, que Carrie puede monitorear desde su casa. Completan con éxito la instalación antes de que Brody llegue a casa. Carrie empieza a vigilar todos los movimientos de Brody.
Al día siguiente, Brody es objeto de una reunión de la CIA, en la que están presentes Carrie, David y varios otros miembros del personal de la CIA. Brody es cuestionado por todos con respecto a sus experiencias como prisionero de al-Qaeda. Carrie le pregunta a Brody si alguna vez tuvo algún contacto con Abu Nazir, el líder de al-Qaeda. Dice que no, pero miente, porque un recuerdo de Brody se muestra con Abu Nazir. Carrie es escéptica y pregunta de nuevo repetidamente antes de que David le ponga fin.
Más tarde, Brody va a encontrarse con alguien en el parque. Creyendo que puede estar encontrándose con un contacto de Al-Qaeda, Carrie, Virgilio y Max (el hermano de Virgil) lo siguen. Pero en cambio se encuentra con Helen Walker (Afton Williamson), la esposa de Tom Walker, un marine que fue capturado junto con Brody.  Walker también ha estado desaparecido durante ocho años, y Brody le dice a Helen que su esposo fue golpeado hasta la muerte mientras estaba en cautiverio. Helen le pregunta a Brody si estuvo presente mientras mataban a Tom, y dice que no, pero de nuevo se muestra que está mintiendo cuando se muestra el recuerdo de la paliza de Brody mientras está claramente en la habitación. Carrie vuelve a casa, donde conoce a un Saul furioso que ya está en su casa. Ha descubierto su sistema de vigilancia ilegal y le dice a Carrie que se presentará ante el inspector general y que "consiga un abogado, va a necesitar uno". Carrie, desesperada, se le insinúa a Saúl, que se va con asco. Carrie está desanimada y aparentemente al borde de una crisis nerviosa, pero finalmente se recupera lo suficiente como para ir a un bar en busca de una aventura de una noche.  Mientras charla con un hombre en el bar, ella estudia a músicos que tocan en vivo en el bar, junto con material de noticias en la televisión sobre el regreso de Brody, y de repente tiene una revelación. Ella se apresura a ir a la casa de Saul y le muestra varios clips de noticias de Brody ese día.  Ella nota que cada vez que Brody estaba frente a la cámara, estaba sacando una secuencia distinta con sus dedos.  Carrie sugiere que parece un mensaje codificado, posiblemente destinado a un manipulador o célula durmiente. Saul está de acuerdo en que es algo que necesita ser investigado más a fondo.
En la escena final, Brody está corriendo por Washington. Mientras corre, vemos más de sus recuerdos de la paliza de Tom Walker. Esta vez está claro que, bajo el mando de Abu Nazir, fue el propio Brody quien golpeó a Walker hasta matarlo. Brody hace una pausa de su trote para mirar al Capitolio.

## Producción
El episodio fue coescrito por los productores ejecutivos Alex Gansa, Gideon Raff, y Howard Gordon, mientras que el productor ejecutivo Michael Cuesta lo dirigió.

## Recepción

### Audiencia
La transmisión original del episodio piloto el 2 de octubre de 2011 a las 10:00 p. m. recibió 1.08 millones de espectadores, convirtiéndose en el estreno dramático de mayor audiencia de Showtime en ocho años (ya que Dead Like Me', que también protagonizó Patinkin, con 1.11 millones en 2003). El episodio recibió un total de 2.78 millones de espectadores con emisiones adicionales, bajo demanda, y proyecciones en línea.

### Críticas
El episodio piloto recibió la aclamación universal, con una puntuación Metacritic de 91/100 en 28 reseñas, y los 28 críticos dieron reseñas positivas. Hank Stuever de The Washington Post le dio al episodio piloto un A-, diciendo "Lo que hace que Homeland se eleve por encima de otros dramas posteriores al 11 de septiembre es la actuación estelar de los daneses como el personaje femenino más fuerte de Carrie-fácilmente de esta temporada" y que "la segunda mitad del primer episodio es emocionante". Estoy enganchado". Matthew Gilbert de The Boston Globe dijo que era su piloto favorito de la temporada, dándole una "A". Ken Tucker de Entertainment Weekly le dio una "A-", diciendo "Es el rompecabezas más intrigante y tenso de la temporada de otoño". IGN TV le dio una crítica positiva, diciendo que era un "thriller de éxito" que también logró tener algo que decir sobre la Guerra contra el Terrorismo.

### Premios y nominaciones
Michael Cuesta recibió una nominación para el Premio del Gremio de Directores de América por Dirección Destacada - Serie Dramática, perdiendo frente a Patty Jenkins por el episodio piloto de The Killing.
El episodio recibido nominaciones en Dirección sobresaliente para una serie dramática y Escritura sobresaliente para una Serie de Drama en los Premios Primetime Emmy de 2012; Alex Gansa, Howard Gordon, y Gideon Raff ganaron por Escritura sobresaliente para una serie de drama.
Jordan Goldman y David Latham ganaron el Premio Emmy a la mejor edición de imágenes mono cámara por una serie de drama por la edición de "Pilot".
Este episodio ganó el Premio Edgar del 2012 por Mejor Guion de Episodio de Televisión.